# جي بي 2 البحرين 2013

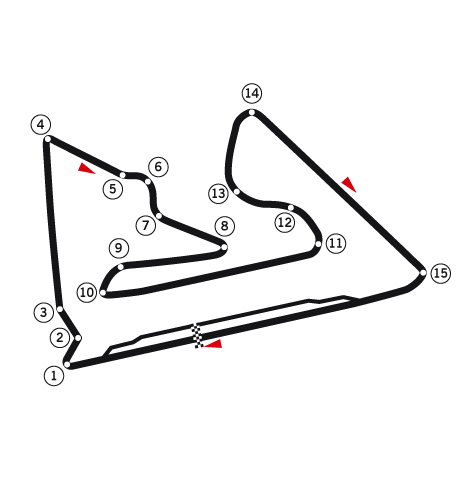

جي بي 2 البحرين 2013 هو زوج من سباقات السيارات الذي عقد في 23 و 24 مارس 2013 في حلبة سيبانغ الدولية في ماليزيا كجزء من سلسلة جي بي 2. هذه هي الجولة الثانية من موسم 2013. السابق دعم سباق جائزة البحرين الكبرى 2013.
كان الإيطالي فابيو ليمر أول المنطلقين في السباق وهو الذي فاز بالمركز الأول.